# Małolat
Małolat, właściwie Michał Tadeusz Kapliński (ur. 7 lutego 1984 w Warszawie) – polski raper, autor tekstów, projektant gier komputerowych i przedsiębiorca. Prezes studia deweloperskiego True Games. Młodszy brat Pezeta. Współtworzył duet z producentem Ajronem.
Współpracował z takimi wykonawcami, jak Eis, WWO, Chada, Flexxip, Pyskaty, Numer Raz, Płomień 81, Noon, Dizkret, Sokół, O.S.T.R., The Returners, Onar, Eldo, ZIP Skład, Hades, Małpa, Diox, Fokus, Molesta Ewenement, Paluch, Grizzlee, Ero, Włodi, Czarny HIFI, Bosski Roman, Tadek, Kafar, Hemp Gru, 2cztery7, Pono, O$ka, W.E.N.A., Łona, DJ 600V, czy Ten Typ Mes.
W 2012 roku znalazł się na 19. miejscu listy najlepszych polskich raperów opublikowanej przez serwis Porcys.

## Biografia
W 1998 wygrał konkurs Super MC, w którym główną nagrodą był występ na składance Hiphopowy raport z osiedla w najlepszym wykonaniu. Na płycie ukazał się utwór Małolata pt. „Miłość braterska”, nagrany wspólnie z grupą Płomień 81. Później Małolat występował na dwóch pierwszych płytach Płomień 81, a także na obu częściach Kompilacji O$ki. W 2000 roku razem z Pezetem, Dizkretem (Stare Miasto) i Ciechem (Szybki Szmal) założył zespół L’ekipa. W 2001 po rozpadzie L’ekipy Małolat z Ciechem założyli zespół Żądło, który rozpoczął prace nad płytą, do której wydania jednak nie doszło. W 2004 Małolat rozpoczął nagrywanie wspólnej płyty z Ajronem. Płyta ukazała się na początku 2005 roku i nosiła tytuł W pogoni za lepszej jakości życiem.
Wystąpił gościnnie w utworze „Kochać życie” na płycie WWO – Witam was w rzeczywistości oraz w utworze „W klub idziemy” wspólnie z bratem – Pezetem, Mesem, oraz z raperem Ero. W 2010 roku ukazała się nowa płyta Małolata i Pezeta Dziś w moim mieście.
W 2005 roku odbył karę pozbawienia wolności za handel środkami odurzającymi.
Kapliński został prezesem założonego wraz z Wojciechem „Sokołem” Sosnowskim studia True Games zajmującego się produkcją gier komputerowych. Pracował również przy grze Drug Dealer Simulator studia jako konsultant.

## Dyskografia
Albumy
| Żądło (oraz Ciech)                              | - Data: 2004 - Wydawca: brak (nielegal)           | –  |                 |                    |
| W pogoni za lepszej jakości życiem (oraz Ajron) | - Data: 6 stycznia 2005 - Wydawca: Prosto         | 14 |                 |                    |
| Dziś w moim mieście (oraz Pezet)                | - Data: 1 października 2010 - Wydawca: Koka Beats | 5  | - POL: 15 tys.+ | - POL: złota płyta |
| Live in 1500m2 (oraz Pezet)                     | - Data: 12 czerwca 2012 - Wydawca: Koka Beats     | 28 |                 |                    |
| Więcej                                          | - Data: 20 kwietnia 2015 - Wydawca: Koka Beats    | 8  |                 |                    |
| Transfer (oraz Auer)                            | - Data: 19 kwietnia 2019 - Wydawca: TRSF          | 6  |                 |                    |
| „–” album nie był notowany.                     |                                                   |    |                 |                    |

Single
| „W tej grze” (oraz Ajron)                                            | 2005 | 4  | W pogoni za lepszej jakości życiem |
| „Prosto” (oraz ZIP Skład i Hemp Gru)                                 | 2005 | 28 | Prosto Mixtape Deszczu Strugi      |
| „Komplet” (oraz Fokus, Pezet i O.S.T.R.)                             | 2010 | –  | –                                  |
| Chada – „Rap najlepszej marki” (gościnnie: Małolat)                  | 2011 | –  | WGW                                |
| „A pamiętasz jak?” (oraz Chada, Sokół, Kosi, Diox, Numer Raz i inni) | 2011 | –  | –                                  |
| Ten Typ Mes – „Na dnie” (gościnnie: Tomson, Stasiak i Małolat)       | 2013 | 50 | Ten Typ Mes i Lepsze Żbiki         |
| „Horyzont”                                                           | 2013 | –  | –                                  |
| „Więcej”                                                             | 2014 | –  | Więcej                             |
| „Transfer”                                                           | 2019 | –  | Transfer                           |
| „Tranzyt”                                                            | 2019 | –  | Transfer                           |
| „Nad Ranem” (gościnnie: Szpaku, Młody SMF)                           | 2019 | –  | Transfer                           |
| „–” singel nie był notowany.                                         |      |    |                                    |

Występy gościnne
| Album                                    | Rok  | Utwór                                                                   | Źródło |
| ---------------------------------------- | ---- | ----------------------------------------------------------------------- | ------ |
| Płomień 81 – Na zawsze będzie płonął     | 1999 | „Wierzę w siebie” (gościnnie: Małolat)                                  | [ 28 ] |
| Płomień 81 – Nasze dni                   | 2000 | „Historie z sąsiedztwa” (gościnnie: Waco, Małolat)                      | [ 29 ] |
| Onar i O$ka – Superelaks                 | 2001 | „Fatum” (gościnnie: Płomień 81, Małolat)                                | [ 30 ] |
| Pezet/Noon – Muzyka klasyczna            | 2002 | „Rap robię” (gościnnie: Grammatik, Małolat)                             | [ 31 ] |
| Eis – Gdzie jest Eis?                    | 2003 | „5 sekund” (gościnnie: Małolat)                                         | [ 32 ] |
| Flexxip – Ten Typ Mes i Emil Blef – Fach | 2003 | „Własny wstyd (DJ Panda RMX)” (gościnnie: Małolat)                      | [ 33 ] |
| WWO – Witam was w rzeczywistości         | 2005 | „Kochać życie” (gościnnie: Małolat)                                     | [ 34 ] |
| Pezet – Muzyka rozrywkowa                | 2007 | „Noc i dzień” (gościnnie: Małolat, Fame District)                       | [ 35 ] |
| Onar – Pod prąd                          | 2007 | „Daj mi przeżyć” (gościnnie: Pezet, Małolat)                            | [ 36 ] |
| 2cztery7 – Spaleni innym słońcem         | 2008 | „Świętej pamięci” (gościnnie: Małolat, Flow)                            | [ 37 ] |
| Pezet – Muzyka emocjonalna               | 2009 | „Noc i dzień (Remix)” (gościnnie: Małolat, Fame District)               | [ 38 ] |
| Buszu – EP Demo                          | 2009 | „I znów tu” (gościnnie: Małolat)                                        | [ 39 ] |
| Pyskaty – Pysk w pysk (reedycja)         | 2010 | „Bez granic” (gościnnie: Fokus, Małolat, Łona, Fu, Ten Typ Mes, i inni) | [ 40 ] |
| Parias – Parias                          | 2011 | „Moi ludzie” (gościnnie: Małolat)                                       | [ 41 ] |
| Chada – WGW                              | 2011 | „Rap najlepszej marki” (gościnnie: Małolat)                             | [ 42 ] |
| W.E.N.A. – Dalekie zbliżenia             | 2011 | „Bez uczuć” (gościnnie: Paweł Ejzenberg, Małolat)                       | [ 43 ] |
| Ten Typ Mes – Ten Typ Mes i Lepsze Żbiki | 2013 | „Na dnie” (gościnnie: Małolat, Stasiak, Tomson)                         | [ 44 ] |
| KPSN – Nie masz pytań                    | 2019 | „Na klatę” (gościnnie: Małolat, Dj Noriz)                               |        |

Kompilacja różnych wykonawców
| Album                                              | Rok  | Utwór | Źródło |
| -------------------------------------------------- | ---- | --- | ------ |
| Hip hopowy raport z osiedla w najlepszym wykonaniu | 1998 | Małolat – „Miłość braterska” | [ 1 ]  |
| Konkret Presents                                   | 2003 | Flexxip, Małolat – „Własny wstyd” Pezet, Grammatik, Małolat – „Rap robie”                                                                   | [ 1 ]  |
| Nakręceni, czyli szołbiznes po polsku              | 2003 | Flexxip, Małolat – „Własny wstyd” | [ 45 ] |
| Prosto Mixtape Deszczu Strugi                      | 2006 | ZIP Skład, Hemp Gru, Małolat – „Prosto” Małolat, Ero – „Stare śmieci” Małolat, WARD, Pono, Tadek, Boski, Juras, Roman, Wigor – „Jedziesz 2” | [ 46 ] |
| Prosto Mixtape 600V                                | 2010 | Małolat – „Kto wrócił na osiedle” Hades, Ostry, VNM, Małolat, Sokół – „Mentalne blizny”                                                     | [ 47 ] |

## Teledyski
| Tytuł | Rok  | Reżyseria         | Album                              | Źródło |
| --- | ---- | ----------------- | ---------------------------------- | ------ |
| „Rap z boiska” (oraz Ajron; gościnnie: Kafar)                                                                   | 2004 | Oko/NXL9          | W pogoni za lepszej jakości życiem | [ 48 ] |
| „W tej grze” (oraz Ajron; gościnnie: Setka)                                                                     | 2005 | –                 | W pogoni za lepszej jakości życiem | [ 49 ] |
| „Przestępcze myśli” (oraz Ajron; gościnnie: Włodi)                                                              | 2005 | –                 | W pogoni za lepszej jakości życiem | [ 50 ] |
| „Nagapiłem się” (oraz Pezet; gościnnie: Małpa)                                                                  | 2010 | LetEmKnow         | Dziś w moim mieście                | [ 51 ] |
| „Dziś w moim mieście” (oraz Pezet; gościnnie: Grizzulah)                                                        | 2010 | 44 kHz            | Dziś w moim mieście                | [ 52 ] |
| „Dopamina” (oraz Pezet)                                                                                         | 2011 | Dwaem Media Group | Dziś w moim mieście                | [ 53 ] |
| „Jestem sam” (oraz Pezet)                                                                                       | 2012 | R5 Film           | Live in 1500m2                     | [ 54 ] |
| „Więcej” | 2014 | –                 | Więcej                             | [ 55 ] |
| „Co mi z tego” (gościnnie: Paluch)                                                                              | 2015 | WOW Pictures      | Więcej                             | [ 15 ] |
| Transfer | 2019 | Sebastian Wełdycz | Transfer                           | [ 25 ] |
| Nad ranem (gościnnie: Szpaku, Młody SMF)                                                                        | 2019 | WOW Pictures      | Transfer                           | [ 27 ] |
| Gościnnie |      |                   |                                    |        |
| Pezet – „Noc i dzień” (gościnnie: Małolat, Fame District)                                                       | 2007 | Grupa 13          | Muzyka rozrywkowa                  | [ 56 ] |
| Onar – „Daj mi przeżyć” (gościnnie: Małolat, Pezet)                                                             | 2007 | X Group           | Pod prąd                           | [ 57 ] |
| Pyskaty – „Bez granic” (gościnnie: Termanology, Eldo, Ero, Tomiko, Łona, Fokus, Małolat, O.S.T.R., Ten Typ Mes) | 2010 | Toczy Videos      | Pysk w pysk (reedycja)             | [ 58 ] |
| Chada – „Rap najlepszej marki” (gościnnie: Małolat)                                                             | 2011 | Toczy Videos      | WGW                                | [ 59 ] |
| KPSN – „Na klatę” (gościnnie: Małolat, DJ Noriz)                                                                | 2019 | –                 | Nie masz pytań                     |        |
| Inne |      |                   |                                    |        |
| Ero, Małolat, Mes, Pezet, DJ 600V – „W klub idziemy”                                                            | 2006 | X Group           | –                                  | [ 60 ] |
| ZIP Skład, Hemp Gru, Małolat – „Prosto”                                                                         | 2006 | –                 | Prosto Mixtape Deszczu Strugi      | [ 61 ] |
| Małolat – „Kto wrócił na osiedle”                                                                               | 2010 | Ludwik Lis        | Prosto Mixtape 600V                | [ 62 ] |
| Numer Raz, Pyskaty, Onar, Sokół, Małolat, Pezet i inni – „A pamiętasz jak?”                                     | 2011 | LetEmKnow         | A pamiętasz jak? (singel)          | [ 63 ] |

## Nagrody i wyróżnienia
| Rok  | Kategoria                                                  | Nagroda            | Uwagi      | Źródło |
| ---- | ---------------------------------------------------------- | ------------------ | ---------- | ------ |
| 2006 | Polska Produkcja Roku (W pogoni za lepszej jakości życiem) | Rapgra Awards 2005 | 3. miejsce | [ 64 ] |